# Manli Torquat (militar)
Manli Torquat (en llatí Manlius Torquatus) va ser un militar romà del segle i aC. Formava part de la gens Mànlia, i era de la família dels Manli Torquat.
Era legat de Gneu Pompeu Magne a la guerra contra els pirates de la mar Mediterrània l'any 67 aC. Era probablement el mateix personatge que Luci Manli Torquat, cònsol el 65 aC, o Luci Manli Torquat, cònsol el 63 aC, però no es pot determinar.